# آبشار پارک طبیعی کورشونلو
آبشار پارک طبیعی کورشونلو (به ترکی استانبولی: Kurşunlu Waterfall Nature Park) یک آبشار در ترکیه است که در آنتالیا واقع شده‌است.